# Districtul Žiar nad Hronom

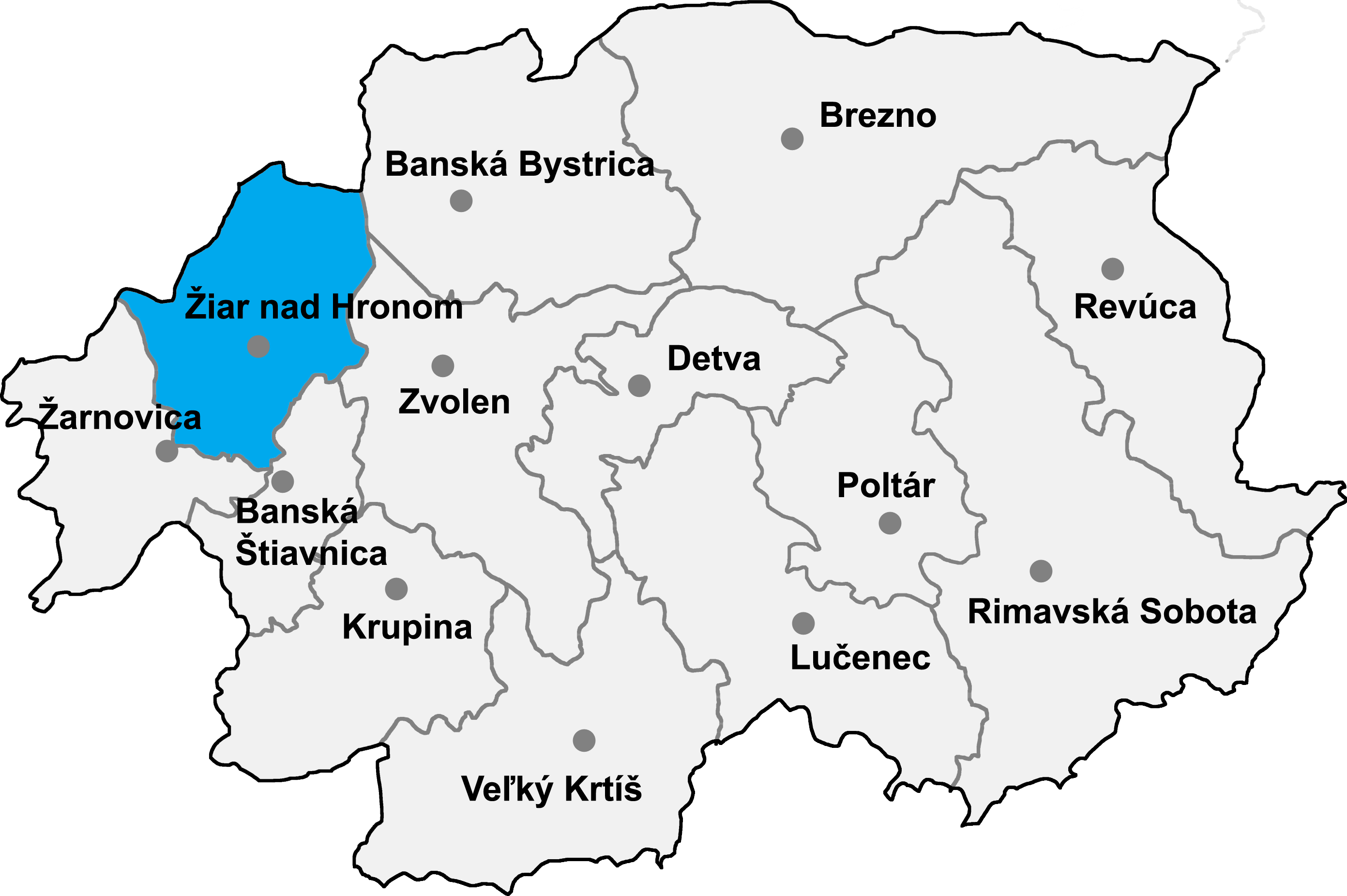
Districtul Žiar nad Hronom

Districtul Žiar nad Hronom (okres Žiar nad Hronom) este un district în Slovacia centrală, în Regiunea Banská Bystrica.

## Demografie
| An:                | 1994   | 2004   | 2014   | 2024   |
| ------------------ | ------ | ------ | ------ | ------ |
| Număr de persoane: | 48.435 | 47.803 | 47.736 | 43.345 |
| Diferență:         |        | −1,30% | −0,14% | −9,19% |

| An:                | 2023   | 2024   |
| ------------------ | ------ | ------ |
| Număr de persoane: | 43.738 | 43.345 |
| Diferență:         |        | −0,89% |

## Comune
- Bartošova Lehôtka
- Bzenica
- Dolná Trnávka
- Dolná Ves
- Dolná Ždaňa
- Hliník nad Hronom
- Horná Ves
- Horná Ždaňa
- Hronská Dúbrava
- Ihráč
- Janova Lehota
- Jastrabá
- Kopernica
- Kosorín
- Krahule
- Kremnica
- Kremnické Bane
- Kunešov
- Ladomeská Vieska
- Lehôtka pod Brehmi
- Lovča
- Lovčica-Trubín
- Lúčky
- Lutila
- Nevoľné
- Pitelová
- Prestavlky
- Prochot
- Repište
- Sklené Teplice
- Slaská
- Stará Kremnička
- Trnavá Hora
- Vyhne
- Žiar nad Hronom